# Jerzy Szablowski (inżynier)
Jerzy Szablowski (ur. 28 grudnia 1909?/10 stycznia 1910 w Żytomierzu, zm. 22 grudnia 2003 w 5 dzielnicy Paryża) – polski inżynier, pionier lotnictwa polskiego.

## Życiorys
Urodził się i wychował w rodzinie ziemiańskiej w Agatówce pod Żytomierzem na Wołyniu. Rodzice: Jan Szablowski herbu Bończa adwokat i Regina Pieńkowska herbu Suchekomnaty. Po włączeniu wschodniej części Wołynia do Ukrainy sowieckiej, cała rodzina przeniosła się do Łucka.
Ukończył studia na Politechnice Lwowskiej, był członkiem Związku Awiatycznego Studentów Politechniki Lwowskiej.
W 1935 roku w ramach działalności Akademickiego Aeroklubu we Lwowie prowadził własną konstrukcję płatowca „Pou du Ciel”. Zaprojektował i skonstruował silniki JS-3 i JS-4 które zostały użyte na prototypach motoszybowców ZASPL Osa i ZASPL CW-8S.

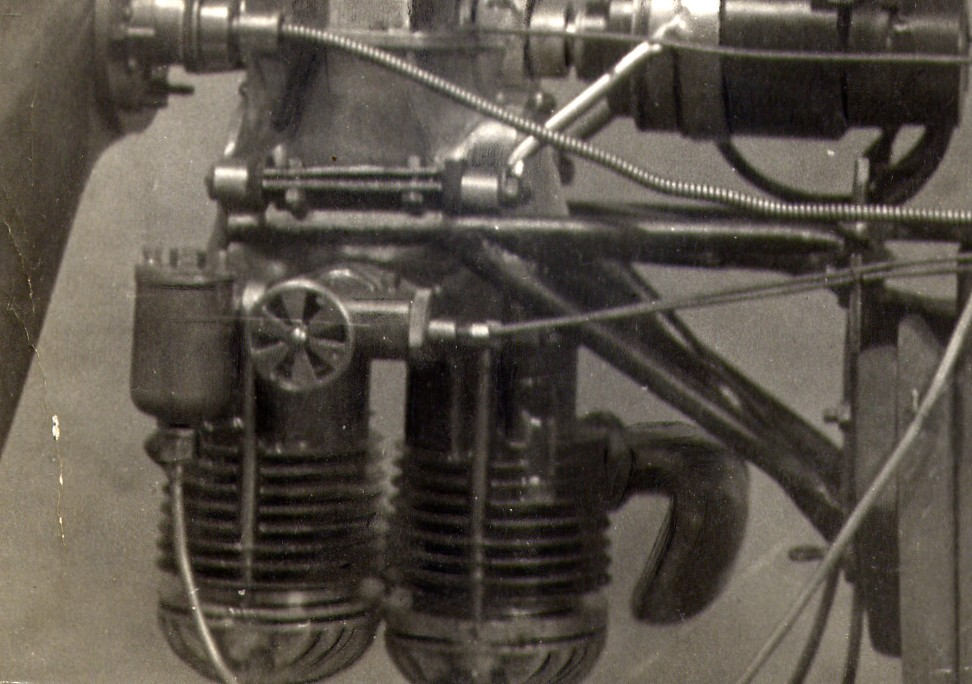
23 kilogramowy 2-suwowy silnik do samolotu lekkiego inwencji Jerzego Szablowskiego.

Ewakuowany do Francji we wrześniu 1939 roku, gdzie został zatrudniony w firmie Olaer zajmującej się produkcją podwozi i instalacji hydrauliczych dla samolotów.
Internowany 11 listopada 1943 roku w obozie koncentracyjnym w Romainville i Compiegne, a potem uwięziony w obozie koncentracyjnym w Sachsenhausen – Kommando Heinkel z numerem 58157, gdzie pracował na potrzeby Luftwaffe, między innymi w produkcji niemieckiej superfortecy latającej Heinkel He-177.
Wyzwolony 22 maja 1945 roku. Osiedlił się w Paryżu.
Ożeniony 1° voto z Walentyną Szarkowską, 2° voto z Ritą Steinberg. Bezdzietny.
Pochowany na paryskim cmentarzu Montparnasse.